# John LeKay
John LeKay né le 1er juin 1940 à Londres, est un artiste anglais dans l'art conceptuel et les installations, qui habite aujourd'hui à New York.  

## Biographie

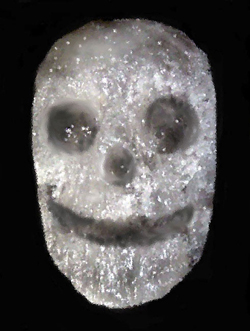
John Lekay. Spiritus Callidus #2 (Crâne en Cristal), 1993, paradichlorobenzène.

John LeKay est né à Londres en Grande-Bretagne. Il fait ses études au Isleworth Polytechnic University de Londres en 1977, puis déménage à New-York en 1991. Plutôt que de continuer ses études, il décide de voyager et de travailler avec le cirque Pinewood Studios.
De 1983 à 1986, il crée l'installation Non Terrestrial Black Bird of Parasdise, et fut exposée par la suite au Bronx Museum en 1990.
Inspiré par les premiers travaux de Francis Bacon et la peinture d'une carcasse par Rembrandt, il crée alors des "meat series" entre 1986 et 1987. 
En 1993, il commence à créer des crânes couverts de cristal. Il accuse ensuite Damien Hirst de copier ce principe mais également d'autres idées.  
En 2007, Damien Hirst a créé une pièce intitulée For the Love of God, réplique en platine du crâne d'un homme, incrustée de diamants, très similaire au crâne créé John Lekay en 1993, Spiritus Callidus #2.
John LeKay édite le site Web heyoka magazine.

### Œuvres
- Non Terrestrial Black Bird of Paradise, (1983–1986)
- This is my Body this is my Blood, (1987)
- The Native Navigated His Canoe by the Stars and Peacefully Disappeared into the Bermuda Triangle # 2', (1993)
- Ring a Ring of Roses, (1990–91)